# Tönet, ihr Pauken! Erschallet, Trompeten!
Tönet, ihr Pauken! Erschallet, Trompeten! (in tedesco, "Tuonate, tamburi! Risuonate, trombe!") BWV 214 è una cantata di Johann Sebastian Bach.

## Storia
La cantata fu scritta per celebrare il compleanno di Maria Giuseppa d'Austria, moglie di Augusto III, principe elettore di Sassonia e re di Polonia. Venne eseguita per la prima volta l'8 dicembre 1733, probabilmente al Caffè Zimmermann di Lipsia, dove Bach si esibiva regolarmente con il suo Collegium Musicum. La Tönet, ihr Pauken! Erschallet, Trompeten! è chiamata anche Cantata della Regina ed è sottotitolata dramma per musica.
Negli anni '30 del XVIII secolo Bach compose sei cantate elogiative per la corte di Sassonia. Ciò perché il compositore desiderava essere assunto come musicista alla corte di Dresda, nomina che però non ricevette mai.

## Struttura
La cantata è composta per soprano solista, contralto solista, tenore solista, basso solista, tromba I, II e III, timpani, flauto I e II, oboe d'amore, oboe I e II, violino I e II, viola e basso continuo ed è suddivisa in nove movimenti:
1. Coro: Tönet, ihr Pauken! Erschallet, Trompeten!
2. Recitativo (tenore): Heut ist der Tag, wo jeder sich erfreuen mag.
3. Aria (soprano): Blast die wohlgegriffnen Flöten.
4. Recitativo (soprano): Mein knallendes Metall.
5. Aria (contralto): Fromme Musen! meine Glieder!
6. Recitativo (contralto): Unsre Königin im Lande.
7. Aria (basso): Kron und Preis gekrönter Damen.
8. Recitativo (basso): So dringe in das weite Erdenrund.
9. Coro: Blühet, ihr Linden in Sachsen, wie Zedern!

La cantata è scritta per quattro voci soliste, ognuna delle quali rappresenta una divinità della mitologia classica:
- Bellona, dea della guerra, soprano.
- Atena, dea delle muse e della scienza, contralto.
- Irene, dea della pace, tenore.
- Fama, dea della fama, basso.

La Tönet, ihr Pauken! Erschallet, Trompeten! si apre con un grande coro con trombe e timpani, che verrà poi riutilizzato da Bach per il primo movimento dell'Oratorio di Natale BWV 248 (col nuovo titolo di Jauchzet, frohlocket, auf preiset die Tage). Tutte le voci hanno un'aria ed un recitativo. Oltre al coro d'apertura, Bach riutilizzò anche le arie 5 e 7, sempre nell'Oratorio di Natale.

## Musica
Il coro d'apertura (in re maggiore) è di dimensioni consistenti: presenta una sezione iniziale (bipartita), una sezione centrale di carattere imitativo (anch'essa composta da due parti) e una sezione finale (ripresa della prima).
Bach vi inserisce una peculiare simbologia musicale, all'esordio del coro, sul testo del primo verso.
Le parole Tönet ihr Pauken (in italiano: suonino i tamburi) sono infatti declamate all'unisono sulla tonica e sulla dominante (le sole note che i timpani emettevano secondo l'accordatura usata all'epoca). Gli strumenti in questione, come evocati dal testo, compaiono quindi per un breve solo.
Le parole Erschallet Trompeten (in italiano: squillino le trombe) sono invece intonate (sempre all'unisono) su un arpeggio dell'accordo di tonica. Questa figura musicale rimanda alle possibilità esecutive del tipo di tromba in uso ai tempi, con la quale era impossibile suonare note estranee alla serie degli armonici naturali. Infatti la sequenza degli ipertoni comprende, tra le altre, una successione di suoni (il 4°, 5°, 6° e l'8° armonico) che configurano una triade perfetta costruita sulla fondamentale, e che sono proprio quelli utilizzati da Bach in questo punto del brano.
Dopo un recitativo del tenore (Irene), si hanno tre arie alternate a tre recitativi molto movimentati (facenti riferimento a realtà extramusicali, come il rombo dei tuoni o il botto dei cannoni). Ogni coppia aria-recitativo è cantata da un personaggio diverso.
Il Dramma per Musica si conclude con il coro bipartito Blühet, ihr Linden in Sachsen, wie Zedern!.